# Asterorotalia
Asterorotalia es un género de foraminífero bentónico de la subfamilia Ammoniinae, de la familia Rotaliidae, de la superfamilia Rotalioidea, del suborden Rotaliina y del orden Rotaliida. Su especie tipo es Rotalina (Calcarina) pulchella. Su rango cronoestratigráfico abarca desde el Plioceno hasta la Actualidad.

## Clasificación
Asterorotalia incluye a las siguientes especies:
- Asanoina binhaiensis
- Asanoina dentata
- Asanoina diplocava
- Asanoina dissimilis
- Asanoina gaimardii
  - Asanoina gaimardii inermis
- Asanoina hexaspinosa
- Asanoina inflata
- Asanoina inspinosa
- Asanoina milletti
- Asanoina pulchella
- Asanoina rolshauseni
  - Asanoina rolshauseni conica
- Asanoina subtrispinosa
- Asanoina tetraspinosa
- Asanoina trispinosa
- Asanoina venusta
  - Asanoina venusta ornata

Otra especie considerada en Asterorotalia es:
- Asanoina penangensis, de posición genérica incierta